# Колфакс (Луизијана)
Колфакс (енгл. Colfax) град је у америчкој савезној држави Луизијана. Колфакс је најпознатији по свом масакру из доба реконструкције, познатом као масакр у Колфаксу

## Демографија
По попису из 2010. године број становника је 1.558, што је 101 (-6,1%) становника мање него 2000. године.
| Група             | 2000.         | 2010.         |
| Белци             | 511 (30,8%)   | 499 (32,0%)   |
| Афроамериканци    | 1.125 (67,8%) | 1.020 (65,5%) |
| Азијати           | 0 (0,0%)      | 0 (0,0%)      |
| Хиспаноамериканци | 9 (0,5%)      | 12 (0,8%)     |
| Укупно            | 1.659         | 1.558         |